# Прибережне (Феодосійський район)
Прибере́жне (крим. Prıbrejne, також Кефесія, крим. Kefesiă) — село в Україні, у складі Феодосійського району Автономної Республіки Крим.
Село розташоване на березі Чорного моря та з'єднується дорогою з селищем Сонячна Долина, яке розташоване на віддалені близько 3 км від моря, висота центру села над рівнем моря 7 м. Південніше Прибережного починається півострів і мис Меганом. На північному сході від селища розташована знаменита Лисяча бухта. Найближчий населений пункт на березі моря селище Курортне Феодосійського району — 7 км у північно-східному напрямку.